# Simmelsjön, Västmanland
Simmelsjön är en sjö i Ljusnarsbergs kommun i Västmanland och ingår i Norrströms huvudavrinningsområde. Sjön är 19 meter djup, har en yta på 1,46 kvadratkilometer och befinner sig 291,2 meter över havet. Sjön avvattnas av vattendraget Haggeån (Snöån). Vid provfiske har abborre och mört fångats i sjön.

## Delavrinningsområde
Simmelsjön ingår i det delavrinningsområde (665116-146131) som SMHI kallar för Utloppet av Simmelsjön. Medelhöjden är 314 meter över havet och ytan är 14,15 kvadratkilometer. Det finns ett avrinningsområde uppströms, och räknas det in blir den ackumulerade arean 20,18 kvadratkilometer. Haggeån (Snöån) som avvattnar avrinningsområdet har biflödesordning 4, vilket innebär att vattnet flödar genom totalt 4 vattendrag innan det når havet efter 275 kilometer. Avrinningsområdet består mestadels av skog (74 procent). Avrinningsområdet har 1,78 kvadratkilometer vattenytor vilket ger det en sjöprocent på 12,6 procent.